# سیارک ۱۷۲۵۷
سیارک ۱۷۲۵۷ (به انگلیسی: 17257 Strazzulla، نامگذاری:2000HM25) هفده هزار و دویست و پنجاه و هفتمین سیارک کشف شده‌است که در ۲۶ آوریل ۲۰۰۰ کشف شد.
قدر مطلق سیارک برابر ۲۴.۵ است.